# Cameron Gellman
Cameron Roth Gellman (Clayton (Missouri), 10 ottobre 1998) è un attore statunitense.

## Biografia
Gellman è nato il 10 ottobre 1998 a Clayton, nel Missouri. Ha frequentato la Liceo Clayton e si è laureato nel 2017.

## Filmografia

### Cinema
- Le donne della mia vita (20th Century Women), regia di Mike Mills (2016)[4]
- Mamma sii mia (Mommy Be Mine), regia di Sean Olson – film TV (2018)[5]
- Charlie Says, regia di Mary Harron (2018)[6]

### Televisione
- Il tempo della nostra vita (Days of Our Lives) – soap opera (2016)[7]
- I Thunderman (The Thundermans) – serie TV, episodio 3x20 (2016)[8]
- Relationship Status – serie TV, 3 episodi (2017)[9]
- The Fosters – serie TV, episodio 5x15 (2018)[10]
- The Middle – serie TV, episodio 9x20 (2018)[11]
- Heathers – serie TV, 7 episodi (2018)[12][13]
- Solve – serie TV, episodio 9x76 (2019)
- The Good Doctor – serie TV, episodio 3x16 (2020)[14][15][16][17]
- Stargirl – serie TV (2020-2022)[18][19]
- Animal Kingdom – serie TV, episodio 6x06 (2022)

## Doppiatori italiani
Nelle versioni in italiano delle opere in cui ha recitato, Cameron Gellman è stato doppiato da:
- Alessio Nissolino in The Good Doctor
- Alessio Puccio in Stargirl
- Fabrizio Valezano in Relationship Status